# Xanthaciura insecta
Xanthaciura insecta es una especie de insecto del género Xanthaciura de la familia Tephritidae del orden Diptera.

Se alimenta de Ageratum littorale, Bidens spp., Dahlia coccinea. Se encuentra desde el sureste de Estados Unidos a las Bahamas, Cuba, el Caribe.

## Historia
Loew la describió científicamente por primera vez en el año 1862.